# Agriphila satakei
Agriphila satakei là một loài bướm đêm trong họ Crambidae.